# Taxonomie vegetală
Taxonomie vegetală sau botanica sistematică este o ramură a botanicii care se ocupă cu elaborarea clasificarii plantelor pornind de la asemănările, deosebirile și gradul de rudenie dintre ele. Astfel taxonomia începe cu cele mai simple plante și urmând drumul parcurs de ele în evoluție de-a lungurl erelor geologice se ajunge la formele superioare de astăzi.